# Dietmar Millonig
Dietmar Millonig (* 1. Juni 1955 in Villach) ist ein ehemaliger österreichischer Mittel- und Langstreckenläufer.

## Karriere
Bereits 1973 wurde er über 1500 Meter zum ersten Mal Österreichischer Meister. Im Jahr darauf wurde er Vierter im Juniorenrennen der Crosslauf-Weltmeisterschaften. 1978 siegte er beim Silvesterlauf Bozen, und im Jahr darauf war er der erste Österreicher, der im Meilenlauf unter vier Minuten blieb.
Bei den Olympischen Spielen 1980 in Moskau wurde Millonig Sechster über 5000 Meter. Einem fünften Platz über dieselbe Distanz bei den Leichtathletik-Europameisterschaften 1982 in Athen folgte ein achter bei den Leichtathletik-Weltmeisterschaften 1983 in Helsinki. Im Jahr darauf fehlte er bei den Olympischen Spielen in Los Angeles verletzungsbedingt, siegte jedoch beim Zürcher Silvesterlauf.
1986 gewann er Gold über 3000 Meter bei den Halleneuropameisterschaften in Madrid. Zum Saisonabschluss gewann er wie schon 1983 den Silvesterlauf Natternbach. Bei den Olympischen Spielen 1988 in Seoul schied er über 5000 Meter im Vorlauf aus, und bei den Europameisterschaften 1990 in Split wurde er Elfter über 10.000 Meter.
Millonig errang vier nationale Meistertitel über 1500, zwölf über 5000, acht über 10.000 Meter, sechs im Crosslauf und zwei im 25-km-Straßenlauf. Je einmal wurde er in der Halle Meister über 1500 und 3000 Meter. Österreichische Rekorde stellte er über 1500 Meter (einmal im Freien und zweimal in der Halle), über 3000 Meter (viermal im Freien, dreimal in der Halle), über 5000 Meter (sechsmal im Freien) und über 10.000 Meter (dreimal) auf.
Millonig ist 1,69 m groß und wog zu Wettkampfzeiten 57 kg. Er wurde von seinem älteren Bruder Hubert Millonig trainiert und startete für den ASKÖ Villach, den SV Schwechat, den LC Kärnten, den LC Lusthaus und die LU Schaumann. 1993 beendete er seine leistungssportliche Karriere und wechselte ins Management der Firma Nike, für die er das Marketing in Österreich,
Slowenien und Kroatien betreut. Er ist seit 1995 verheiratet und Vater zweier Töchter. Tochter Julia (* 1995) ist auch Leichtathletin in der Spezies Hindernislauf/Steeplechase und startet für ULC Riverside Mödling. Für denselben Verein startend wurde Tochter Lena (* 1998) Vizestaatsmeisterin im 10-km-Straßenlauf 2017.

## Persönliche Bestleistungen
- 800 m: 1:49,72 min, 1. August 1981, Ebensee
- 1000 m: 2:21,3 min, 13. September 1978, Schwechat
- 1500 m: 3:38,38 min, 29. Mai 1982, Schwechat
  - Halle: 3:39,81 min, 24. Februar 1985, Budapest
- Meilenlauf: 3:57,7 min, 13. Juni 1979
- 3000 m: 7:43,66 min, 15. August 1980, Lausanne (österreichischer Rekord)
  - Halle: 7:47,5 min, 25. Februar 1979, Wien
- 5000 m: 13:15,31 min, 18. August 1982, Zürich
  - Halle: 13:33,79 min, 8. Februar 1986, East Rutherford (österreichischer Rekord)
- 10.000 m: 27:42,98 min, 26. Juni 1982, Oslo
- Stundenlauf: 20.156 m, 30. März 1991, La Flèche (österreichischer Rekord)
- Halbmarathon: 1:06:30 h, 5. September 1992, Straßwalchen
- 25-km-Straßenlauf: 1:16:22 h, 11. Mai 1986, Oberwart (österreichischer Rekord)

## Auszeichnung
Der Sportpresseklub Kärnten wählte ihn im Jahr 1985 zum „Kärntner Sportler des Jahres“.